# パーフェクション (映画)
『パーフェクション』（原題:The Perfection）は、2018年に公開されたアメリカ合衆国のサイコスリラー映画である。監督はリチャード・シェパード、主演はアリソン・ウィリアムズが務めた。

## ストーリー
シャーロット・ウィルモアはボストンの名門音楽学校、バチョフ・アカデミーに所属するチェリストであり、その才能は誰もが認めるところであった。ところが、母親が病に倒れたため、シャーロットは学校を中退せざるを得なくなった。母親が亡くなってから数年後、シャーロットはバチョフ・アカデミーに復学すべく、アントン学長に接触し、上海で行われる選考会に参加する権利を認められた。現地でシャーロットはリジーと意気投合した。リジーはシャーロットの退学で空いた枠に滑り込んだ学生だったが、アントンに目をかけられるほど優秀だった。酔いつぶれた2人は勢いで性行為に及んだ。
翌朝、リジーは二日酔いに苦しめられており、それを見かねたシャーロットが彼女に薬を渡した。ほどなくして、2人は中国の田園地帯を観光しに行った。バスに乗った後、リジーは急に具合が悪くなった。症状は悪化の一途を辿り、ついには嘔吐してしまった。驚くべきことに、彼女の吐瀉物の中には芋虫がウヨウヨしていた。パニックに陥ったリジーが大騒ぎしたため、2人はバスから叩き出されることになった。農道のど真ん中に置き去りにされた後、リジーはますますパニック状態に陥り、「腕の中で虫が這いずっている」などと言い始めた。何を思ったのか、シャートットはリジーに肉切り包丁を差し出し、リジーはその包丁で自分の腕を切断した
実は、リジーの発狂はシャーロットによって仕組まれたものであった。シャーロットが渡した薬は彼女の母親が服用していた痛み止めであり、酒と一緒に服用することで深刻な幻覚症状が出るものであった。肉切り包丁を持っていたのも偶然ではなく故意であった。
3週間後、アントンとその妻パロマは中国人の新入生にチャペルを使用する権利を与えることにした。チャペルとはアカデミーの中でも特に優秀な学生だけが使用できる特別な練習部屋であった。その夜、リジーが突然アントンとパロマの前に現れ、「私が右手を失ったのはシャーロットのせいである。シャーロットは嫉妬心から一連の出来事を仕組んだに違いない」と直訴したが、アントンは「明日からアカデミーに君の居場所はない」と冷たく切り捨てた。その後、リジーはアカデミーのホールに飾られていたシャーロットの写真を叩き割った。
怒りが収まらないリジーはシャーロットが暮らすミネアポリスへと急行し、彼女を拉致してアントンの前に引きずり出した。シャーロットはアントンの前で自分が凶行に走った動機を語り始めた。それは何ともおぞましいものであった。

## キャスト
- アリソン・ウィリアムズ - シャーロット・ウィルモア（吹替：牛田裕子）
  - モリー・グレース - 子供時代のシャーロット（吹替：島田愛野）
- ローガン・ブラウニング - リジー（吹替：志田有彩）
  - ミラ・トンプソン - 子供時代のリジー
- スティーヴン・ウェバー - アントン（吹替：木下浩之）
- アライナ・ハフマン - パロマ（吹替：佐古真弓）
- マーク・キャンドボーグ - シース（吹替：蓮岳大）
- グレアム・ダフィー - ジェフリー（吹替：宮崎敦吉）
- アイリーン・ティアン - ジャン・リー（吹替：鳥越まあや）
- ウィニー・ハン - ミンフー（吹替：塙英子）
- ジョニー・ジ - リー・ジュン（吹替：梶川翔平）
- グリニス・デイヴィーズ - 叔母(1)（吹替：くわばらあきら）

日本語版スタッフ：演出：日向泰祐、翻訳：馬場亮、録音・調整：吉本晋、制作：(株)東北新社

## 製作
2017年9月、ミラマックスがリチャード・シェパード監督の新作映画に出資すると発表した。10月27日、アリソン・ウィリアムズが本作に出演することになったと報じられた。12月18日、ローガン・ブラウニングがキャスト入りした。

## 公開・マーケティング
2018年9月20日、本作はファンタスティック・フェストでプレミア上映された。10月5日、Netflixが本作の配信権を獲得したとの報道があった。2019年4月15日、本作のオフィシャル・トレイラーが公開された。

## 評価
本作は批評家から好意的に評価されている。映画批評集積サイトのRotten Tomatoesには73件のレビューがあり、批評家支持率は75%、平均点は10点満点で6.7点となっている。サイト側による批評家の見解の要約は「主演2人が見せた名演技のお陰で、『パーフェクション』はスマートで観客の心を掴むスリラー映画に仕上がっている。同作は鋭いウィットを以てストーリーを大胆に転調させていく。」となっている。また、Metacriticには14件のレビューがあり、加重平均値は60/100となっている。